# Chic Sale

Chic Sale im Kostüm (um 1905), bereits in jungen Jahren verkörperte er wie hier oftmals kauzige alte Männer

Charles Partlow „Chic“ Sale (* 25. August 1885 in Huron, South Dakota; † 7. November 1936 in Los Angeles, Kalifornien) war ein US-amerikanischer Vaudeville- und Filmschauspieler sowie Komiker.

## Leben
Sale wurde als Vaudevilleschauspieler mit Monologen bekannt, die er in der Rolle von Charakteren aus dem Leben auf dem Land (Rural Characters taken from Life) hielt. Er verwendete dabei außer Perücken und Kleidung keine Requisiten und charakterisierte seine Figuren vor allem durch Mimik und Gestik. Populär waren seine Auftritte als ländlicher Zimmermann Lem Putt. Seine Monologe als Lem Putt veröffentlichte er 1929 in dem Buch The Specialist. Dieses erwies sich als Bestseller, so dass er nachfolgend das – gleichfalls erfolgreiche – Buch  I'll Tell You Why verfasste.
Seine Laufbahn als Filmschauspieler begann Sale in der Stummfilmzeit Anfang der 1920er Jahre u. a. mit dem Film His Nibs (1921), in dem er sieben verschiedene Rollen spielte. Ab Ende der 1920er trat er in zahlreichen Kurzfilmen auf, aber auch in Spielfilmen wie The Star Witness (1931), Men of America (1932) und Treasure Island (1934). Sein letzter von insgesamt fast 40 Filmen war Fritz Langs Thriller Gehetzt, der erst nach seinem Tod in die Kinos kam. Im November 1936 starb Sale im Alter von 51 Jahren an einer Lungenentzündung.

## Filmografie (Auswahl)
- 1920: The Smart Aleck (Kurzfilm)
- 1921: His Nibs
- 1924: The New School Teacher
- 1931: The Star Witness
- 1932: The Expert
- 1932: When a Feller Needs a Friend
- 1932: Stranger in Town
- 1932: Men of America
- 1933: Lucky Dog
- 1933: Dangerous Crossroads
- 1933: The Chief
- 1934: Die Schatzinsel (Treasure Island)
- 1935: Rocky Mountain Mystery
- 1935: It’s a Great Life
- 1936: Man Hunt
- 1936: The Gentleman from Louisiana
- 1936: The Man I Marry
- 1937: Gehetzt (You Only Live Once)